# Selaginella imbricans
Selaginella imbricans är en mosslummerväxtart som beskrevs av Alan Reid Smith. Selaginella imbricans ingår i släktet mosslumrar, och familjen mosslummerväxter. Inga underarter finns listade i Catalogue of Life.